# Everetts
Everetts is een plaats (town) in de Amerikaanse staat North Carolina, en valt bestuurlijk gezien onder Martin County.

## Demografie
Bij de volkstelling in 2000 werd het aantal inwoners vastgesteld op 179.
In 2006 is het aantal inwoners door het United States Census Bureau geschat op 160, een daling van 19 (-10,6%).

## Geografie
Volgens het United States Census Bureau beslaat de plaats een oppervlakte van
1,2 km², geheel bestaande uit land.

## Plaatsen in de nabije omgeving
De onderstaande figuur toont nabijgelegen plaatsen in een straal van 16 km rond Everetts.